# Керала
Кѐрала (на английски: Kerala, /ˈkɛrələ/, също Kēraḷam) е щат в Индия, разположен по Малабарския бряг. Разположен е в най-югозападната част на страната, на брега на Индийския океан. Площта му е близо 38 863 km², a населението 33 387 677 души (2011). Столица на щата е Тривандрам, вторият по големина град е Кочин, а третият – Кожикод. Щатът Керала е създаден през 1956 г., като водещ критерий за границите му е разпространението на народа малаяли, говорещи езика малаялам.
Керала е сред най-развитите щати на Индия в стопанско и инфраструктурно отношение. Икономиката се базира на силно развития туризъм и специфичното земеделие. Керала е щатът с най-нисък прираст на населението в Индия (3,44%) и има гъстота от 819 души на km2. Според Доклада за човешко развитие от 2011, щатът Керала е с най-високия индекс на човешко развитие (ИЧР) – 0,790 в страната. Освен това тук е най-високото ниво на грамотност (93,91%), най-високата продължителност на живот (74 години). Измежду всички индийски щати Керала е с най-малък брой убийства, 1,1 на 100 000 (към 2011 г.). Над половината население изповядва индуизъм, следван от исляма и християнството. Въпреки че е считан за „най-чистия индийски щат“, нивото на заболеваемост, 118, е най-високото в страната.
В земеделския сектор най-важни култури са чаят, кафето, кокосът, кашуто и подправките. Щатът има 590 km морски излаз, а 1,1 милиона души са заети в риболовната индустрия, която формира 3% от доходите на щата. Пътищата в щата (145 704 km) са 4,2% от всички индийски пътища.